# Mikhail Vladimirski
Mikhail Fiodorovitch Vladimirski foi um político soviético e revolucionário bolchevique que, por um curto período de tempo, foi presidente do VTsIK da RSFS da Rússia (16 de março a 30 de março de 1919). Ele também foi vice-presidente do Gosplan da URSS entre 1926 e 1927 e Comissário Popular (ministro) da Sanidade da RSFS da Rússia (1930-1934). Ele apoiou a linha de Stalin contra o desvio de Lev Trotski e Nikolai Bukharin.
Vladimirski nasceu em 1874 como filho de um padre ortodoxo e membro da Duma Fyodor Vladimirsky. Ele se envolveu com o movimento revolucionário e o marxismo no início dos anos 1890 em círculos marxistas de Nizhny Novgorod. A partir de 1895, como estudante na Universidade Imperial de Moscou, ele começou a trabalhar como propagandista e organizador de círculos operários.
| Precedido por: {{{antes}}} | Presidente do VTsIK 16 de março de 1919 – 30 de março de 1919 | Sucedido por: {{{depois}}} |